# الروضة الطاهرة (مومباي)

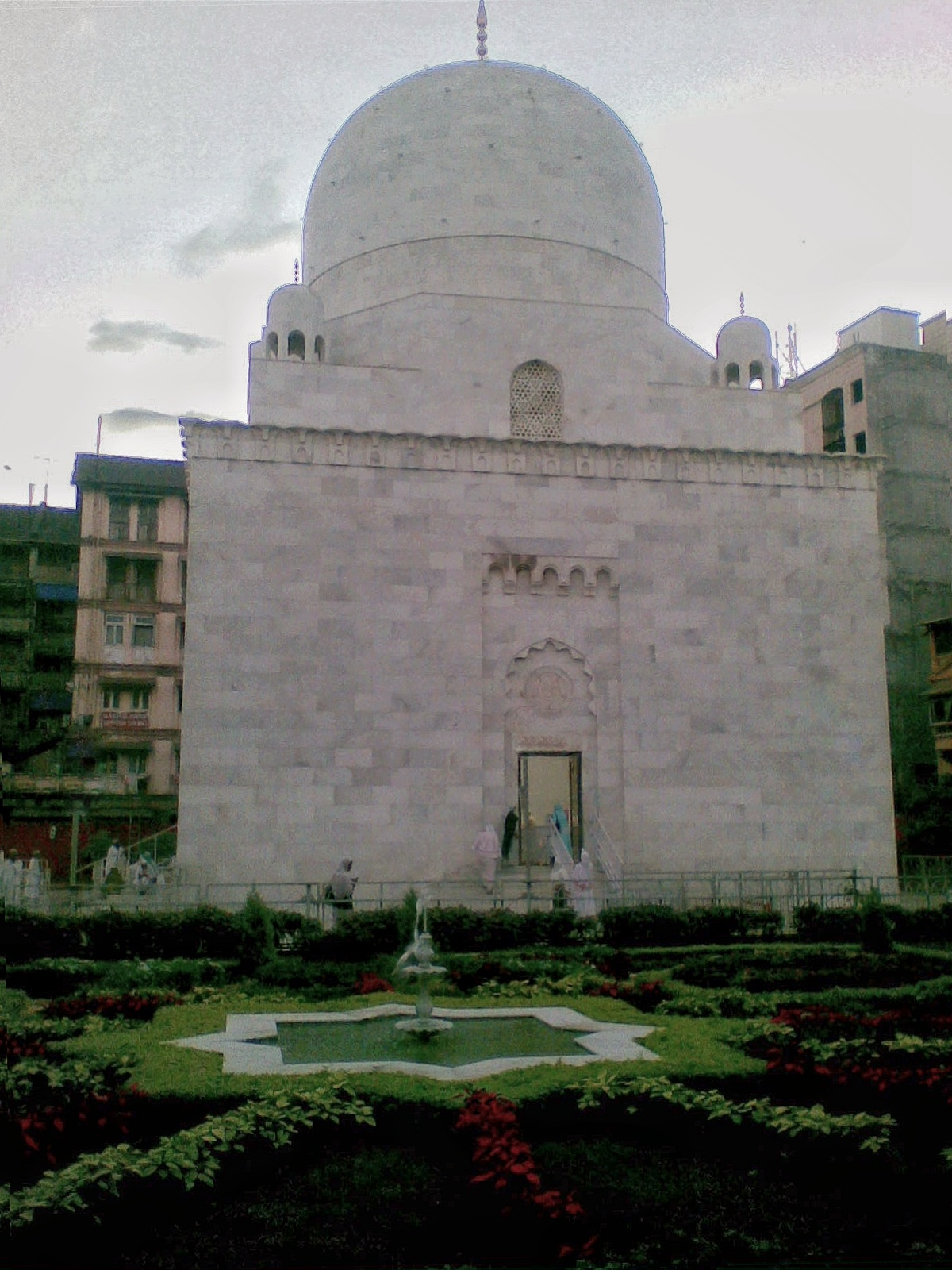
الروضة الطاهرة عام 2010.

الروضة طاهرة هو ضريح طاهر سيف الدين وابنه وخليفته محمد برهان الدين، داعي المطلق الحادي والخمسين والخامس والخمسين من المسلمين الداووديين البهرة الإسماعيليين.
قاد طاهر سيف الدين مجتمع الداوودي البهرة من 27 يناير 1915 حتى وفاته في 12 نوفمبر 1965. وخلفه ابنه محمد برهان الدين الذي قاد الجالية من 12 تشرين الثاني (نوفمبر) 1965 حتى وفاته في 17 كانون الثاني (يناير) 2014.

## الموقع الجغرافي
يقع ضريح فاطمي ذو الرخام الأبيض في وسط بندي بازار، وهي منطقة مزدحمة في وسط مومباي. شيده محمد برهان الدين، وكان المهندس المعماري يحيى ميرشانت، الذي صمم أيضًا مزار قائد في كراتشي، باكستان.

## التاريخ
بدأ البناء في الروضة الطاهرة في 10 ديسمبر 1968، الذي تزامن مع تاريخ 21 رمضان 1388 من التقويم الفاطمي، في ذكرى وفاة الإمام علي  ، وافتتح في 15 أبريل 1975 من قبل الرئيس الهندي فخر الدين علي أحمد تزامنا مع الاحتفال بعيد ميلاده. الإمام الفاطمي الحادي والعشرون، الطيب أبو القاسم بن المنير، في 4 ربيع الثاني 1395.

## الشكل الخارج
- تم استخراج الرخام المستخدم في الضريح من محجر كوزيرا وأولودي في محاجر مكرانة في راجاستان، الهند، حيث تم استخراج الرخام لتاج محل.
- يرتكز الضريح على 92 ركيزة. الرقم 92 مهم لأنه يمثل القيمة التناظيرية العربية لاسم محمد.
- يزن الهيكل الكامل 5000 طن.
- يرتفع الضريح إلى ارتفاع 108 قدم (33 م) ، وهي القيمة المتساوية العربية لكلمة الحق.
- القبة 52 قدم (16 م) .
- أ 12 قدم (3.7 م) يقف تاج الذهب فوق القبة.
- هناك أربع قباب صغيرة، كل واحدة في كل ركن من أركان القبة المركزية، ولكل منها نهاية ذهبية لتتناسب مع نموذجها الأولي للقبة الأكبر، وتضفي مظهرًا مثاليًا على السماء اللازوردية. القبة والكورنيش من وحي مسجد جويشي في القاهرة.
- يبلغ ارتفاع الجدران الأربعة للضريح 4 قدم (1.2 م) و 6 بوصة (15 سـم) جدار البناء السميك، مع 3 بوصة (7.6 سـم) كلا الجانبين، مما يجعل سمكها النهائي 5 قدم (1.5 م) مما يعكس أعضاء أهل البيت .
- وزينت الجدران الخارجية بأسماء أهل البيت  والأئمة الفاطميين وبالخط الكوفي.
- صُممت أبواب المدخل الأربعة للضريح خصيصًا لتتناسب مع بوابة مدخل مسجد الأقمر في القاهرة التي بناها الإمام الخليفة منصور العمير بأحكام الله. زينت المداخل بأربعة أبواب فضية من الطراز الفاطمي وتؤدي إلى حرم القبر. يوجد خمسة أقواس فوق كل باب من هذه الأبواب الأربعة.
  - المدخل الذي يواجه الغرب يسمى الروضة الطاهرة.
  - يُطلق على المدخل المواجه للشرق باب حكيمي ، وسمي بهذا الاسم نسبة إلى سلفه، سيدي عبد القادر حكيم الدين، الذي يقع ضريحه في برهانبور، ماديا براديش.
  - يُطلق على المدخل المواجه للجنوب باب الزيني ، وسمي بهذا الاسم على اسم الداعي المطلق الخامس والأربعين، سيدنا طيب زين الدين، جده الأكبر، الذي يقع قبره في سورات.
  - يُطلق على المدخل المواجه للشمال باب فخري ، وسمي بهذا الاسم نسبة إلى سلفه، سيدي فخر الدين شهيد، الذي يقع ضريحه في جالياكوت، راجستان.

## التصميم الداخلي

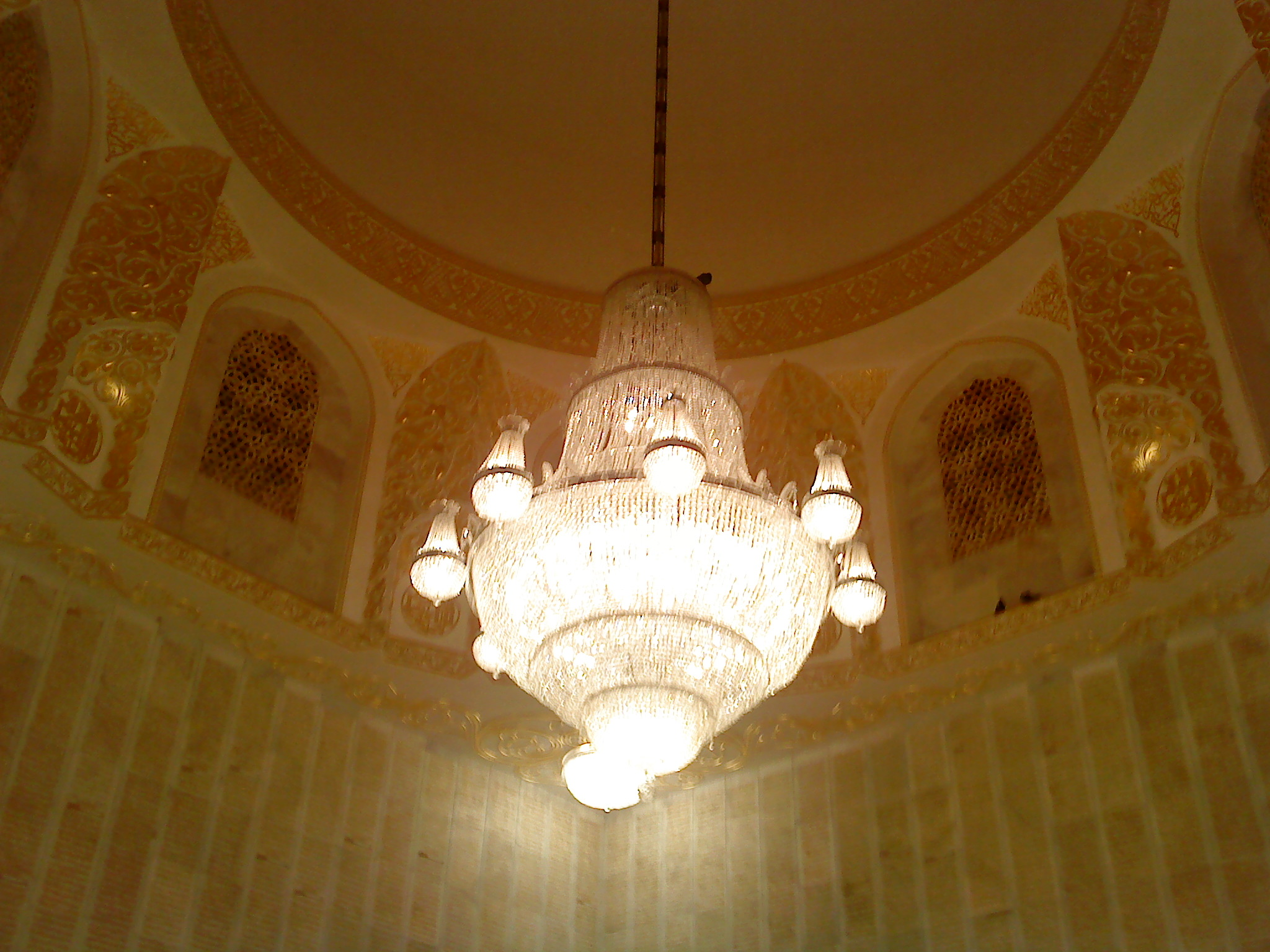
تحتوي جدران الضريح الأربعة على النص الكامل للقرآن الكريم.

- يبلغ الارتفاع الداخلي للضريح 80 قدم (24 م) فوق القاعدة، سن السيد طاهر سيف الدين وقت وفاته. وبالمثل هناك 80 كورنيش في جميع أنحاء الضريح.
- الأبعاد الداخلية للمقبرة 51 × 51 قدم (16 م) ، مما يرمز إلى أنه كان الداعي الواحد والخمسين المطلق.
- في وسط المقبرة يوجد قبر السيد طاهر سيف الدين، الذي 28 قدم مربع (2.6 م2) ؛ تم اختيار هذا الرقم ليتزامن مع العمر الذي أصبح فيه داي المطلك.
- بجوار الجانب الأيمن من قبر سيدنا طاهر سيف الدين يوجد قبر سيدنا محمد برهان الدين ذو القياس المتساوي.
- ما يعطي القبر مكانة فريدة من نوعها بين جميع الآثار في العالم، هو نقش القرآن كله داخل جدرانه الأربعة. بناءً على تعليمات سيدنا محمد برهان الدين، تم نسخ القرآن المكتوب بخط اليد من 772 صفحة والذي كانت سيدنا طاهر سيف الدين تتلو منه يوميًا، وتم نسخه ونسخه على عدد متساوٍ، أي 772 لوحًا رخاميًا بحجم 3 × 2 قدم لكل منها ولصقها في الجدران الداخلية للمبنى. روضة. على هذا النحو، فإن القرآن بأكمله محفور على الجدران الداخلية لرودة طاهرة مما يجعله الأول والأخير في العالم الذي يحتوي على كتاب ديني كامل محفور داخل حرمته.
- يبدأ القرآن من الجانب الأيمن من الجدار الغربي، ويستمر على الجدار الجنوبي، ويليه الجدار الشرقي، وينتهي على الجانب الأيسر من الجدار الشمالي.
- في الأعلى، يتكون الهيكل الهيكلي من قبة 40 قدم (12 م) بقطر يبلغ ارتفاعه 52 قدم (16 م) . القبة نسخة طبق الأصل من جامع الجيوشي، القاهرة.
- الوردة الموجودة في قمة القبة لها نفس التصميم المدور في الداخل مثل مسجد الجيوشي، مع الإعلان القرآني "إِنَّ ٱللَّهَ يُمْسِكُ ٱلسَّمَٰوَٰتِ وَٱلْأَرْضَ زَن تَزَولَا ۚ وَلَتِْ أَن تَزَولَا ۚ وَلَتِآ. آيه 41) وتعني "الله يربط السماء والأرض معًا لا يستطيع أحد" على محيطها. زين اسم محمد وخليفته علي بالخط الكوفي في المنتصف.
- على الرغم من أن ذلك لم يكن مقصودًا في الأصل، ولكن مع استمرار وضع الألواح القرآنية داخل الجدران، أصبح واضحًا أن جميع أبواب القبر مزينة ببسم الله.
- كل بسم الله الـ 113 المنقوشة على الجدران مرصعة بأحجار كريمة، مثل الياقوت والماس والزمرد والمرجان وما إلى ذلك. سورة الفاتحة وسورة الإخلاص مرصعتان بالياقوت.
- سورة يا سن، هي السورة الوحيدة التي أُحيطت بصندوق مزدوج الخطوط ويمكن العثور عليها على الجانب الأيسر من الجدار الشرقي.
- أدناه القرآن الكريم، على الجدران هي موشحات والآيات من رسالة شريفة 49، مئات القصائد ومناجات كتبه السيد طاهر سيف الدين التي تعكس البركة من القرآن والعلم من النبي محمد . إنهم يبرهنون على تفسيره للنصوص المقدسة، والتي تلهم الزائر، إلى مستوى أعلى من التفكير وأسلوب حياة أنبل، وهو ما يؤذن به الإسلام في النهاية.
- أسفل الآيات المذكورة أعلاه، عشية الاحتفال بمرور 100 عام على عيد ميلاد السيد محمد برهان الدين عام 2011 (1432 هجرية)، تمت إضافة 52 مقطع مراسية لفلك الحسين بكربلاء «فلك الحسين بكربلاء»، كتطعيم على الجدران.
- وبين الأعمدة التي كتب عليها القرآن والكتابات المذكورة أعلاه نقش رخامي منقوش يتناوب بعد كل عمودين. تصميم النقش هو النسخة الدقيقة للتصميم الذي استخدمه الفاطميون على درع ذو الفقار على آثارهم في القاهرة.
- ثريا كريستالية متلألئة، معلقة من وسط القبة، تلقي بريقها على القبر ويبدو أنها تلقي ضوءًا إلهيًا على المناطق المقدسة، في حين أن تركيبات الزاوية الأربعة الدائرية وأربعة وعشرون من أقواس الحائط تضفي ضوءها على الإشراق داخل ضريح. تصنع الثريات بشكل خاص حسب الطلب، وقد تم نقش كل نوط بالآية القرآنية «لَا يَمَسُّهُ إِلَّا الْمُطَهَّرُونَ» (سورة الواقعة آية 79) والتي تعني «لا شيء إلا الطاهر يحمل القرآن الكريم».